# Velké Albrechtice
Velké Albrechtice (niem. Gross Olbersdorf) – gmina w Czechach, w powiecie Nowy Jiczyn, w kraju morawsko-śląskim. Według danych z dnia 1 stycznia 2012 liczyła 1052 mieszkańców.